# شهرستان سوئیس (ایندیانا)
شهرستان سوئیس، ایندیانا (به انگلیسی: Switzerland County, Indiana) شهرستانی در ایالات متحده آمریکا است که در ایندیانا واقع شده‌است.